# Столица
Столица је комад намештаја са подигнутом површином коју издржавају ноге и која се најчешће користи за седење једне особе. Састоји се од четири ноге и наслона, међутим, столица може имати три ноге или другачији облик. Столице су израђене од широког спектра материјала, од дрвета до метала до синтетичког материјала (нпр. пластике), а могу бити положене или тапециране у разним бојама и тканинама, било само на седишту (као код неке трпезаријске столице) или на целој столици. Столице се користе у бројним просторијама у домовима (нпр. у дневним боравцима, трпезаријама и малим собама), у школама и канцеларијама (са столовима) и на различитим радним местима.
Столица без наслона и наслона за руке се назива хоклица, а кад је подигнута назива се барска хоклица. Столица без наслона за руке се назива фотеља, a са тапетима, подупирана са расклопивим ослонцем за ноге се назива наслоњача. Столице су обично делови намештаја који могу да се померају. Столица за више особа се између осталог зове кауч, софа или клупа. Столица која се налази у возилу, позоришту или биоскопу се назива седиште. Столице за камповање могу бити склапајуће. У зависности од материјала од кога су напревљене столице могу бити: дрвене, дрвено-металне, металне, од прућа, од бамбуса, од пластике, од пластике са металним ногама, тапациране...

## Историја
Столица се користи од давнина, мада је то вековима била симболичан артикл државе и достојанства, а не артикл за обичну употребу. „Председавајућа столица” се још увек користи као амблем власти у Доњем дому у Уједињеном Краљевству и Канади, и у многим другим поставкама. У складу са овом историјском конотацијом „столице” као симбола ауторитета, комитети, одбори директора и академска одељења имају „председавајућег” или „столицу”.
Кроз историју се функција столице није променила, али јесте њен дизајн који се развијао паралелно са развојем технологије и архитектуре. До 17. века у домаћинствима обичних људи столица није имала неку већу улогу, нити се водило рачуна о њеној удобности. Истицале су се само катедре црквених великодостојника или аристократије. Људи у средњем веку су углавном радили ван куће и евентуално би користили за тадашње услове практичније столице на склапање. Доба ренесансе је између осталог, утицало и на уређење дома и донело нове дизајне столица, углавном по угледу на антику. Развијен је нови тип столице на склапање, тзв. фалдистеријума или савонарола столице, посебно популарне у Фиренци и Венецији. Прављена је од ораховог дрвета, имала је укрштене ногаре и била украшена резбаријом и позлатом. Ради удобности, седиште је било пресвучено плишем или кожом, а користили су се и јастучићи. Међутим и тада и све до 19. века, више пажње се посвећивало дизајну него удобности. Столице су израђиване искључиво од дрвета. У 20. веку се јавила потреба модерног човека за удобношћу, како у канцеларији, тако и у неформалним ситуацијама, што је довело до развоја индустријског дизајна. То је донело поједностављивање њихове форме и структуре и започела је масовна производња. У XIX веку издвајају се столице произведене у фабрици Тонет (Thonet), а у XX веку столица од шперплоче Чарлса и Реј Имса (Charles & Ray Eames), Алвар Алтова (Alvar Aalto) столица број 41, Еро Сариненова (Eero Saarinen) столице од пластике и алуминијума и Еро Арнианов (Eero Arnio) дизајн столица у облику шупљих сфера од фибергласа и полиестера.

## Столица у уметности
Столица је представљала и инспирацију уметника, како некада, тако и модерних. У Новом Саду је 5. децембра 2008. била представљена мултимедијална изложба академског вајара Вукашина Гикића где је представљено десет скулптура столица, где су посетиоци могли не само да виде ова необична дела, већ и да их испробају. Ерик Ку, дизајнер са Тајвана, осмислио је столицу из делова који су у облику слова која чине реч „chair“ (енгл. столица).

## Материјали
Столице могу бити направљене од дрвета, метала или других јаких материјала, попут камена или акрила. У неким случајевима се за израду столице користи више материјала; на пример, ноге и оквир могу бити направљени од метала, а седиште и наслон могу бити направљени од пластике. Столице могу имати тврде површине од дрвета, метала, пластике или других материјала, или неке или све ове тврде површине могу бити прекривене тапацирунгом или подставом. Дизајн може бити направљен од порозних материјала или бити избушен са рупама за декорацију; ниска леђа или празнине могу обезбедити вентилацију. Леђа се могу ширити изнад висине главе корисника, и она опционо могу да садржи наслон за главу. Столице се такође могу направити од креативнијих материјала, као што су рециклирани материјали попут прибора за јело и дрвене цигле за игру, оловки, водоводних цеви, ужади, валовитог картона и ПВЦ цеви.
У ретким случајевима, столице су направљене од необичних материјала, посебно као облик уметности или експериментисања. Рејмондс Кирулис, летонски дизајнер ентеријера, креирао је вулканску висећу столицу која је ручно израђена од вулканског камена. Питер Бренер, немачки дизајнер рођен у Холандији, креирао је столицу направљену од шећера за лизалице – 60 lb (27 kg) шећера за слаткише.

## Галерија
- Столица троножац
- Столица за камповање на склапање
- Столица из 19. века
- Канцеларијска столица
- Ботаничка башта у Ванкуверу, Столица велика